# Duché de Mecklembourg-Stargard
1352–1471
Entités précédentes :
- Duché de Mecklembourg

Entités suivantes :
- Duché de Mecklembourg

Le duché de Mecklembourg-Stargard (en allemand : Herzogtum Mecklenburg-Stargard) fut un État du Saint-Empire romain. Il émergeait en 1352 lorsque les deux fils du défunt prince Henri II de Mecklembourg († 1329), Albert II et Jean Ier s'accordèrent sur le partage de l'héritage paternel. Cet accord fut l'acte de naissance des duchés de Mecklembourg-Schwerin et de Mecklembourg-Stargard, chacun d'entre eux portent le nom de leur résidence respective.
Les ducs souverains à Stargard, descendants de Jean Ier, appartenaient à une branche collatérale de la maison de Mecklembourg ; leur patrimoine fut réintégré au duché de Mecklembourg à la mort du dernier membre de cette lignée, Ulrich II de Mecklembourg-Stargard, en 1471. 

## Territoire

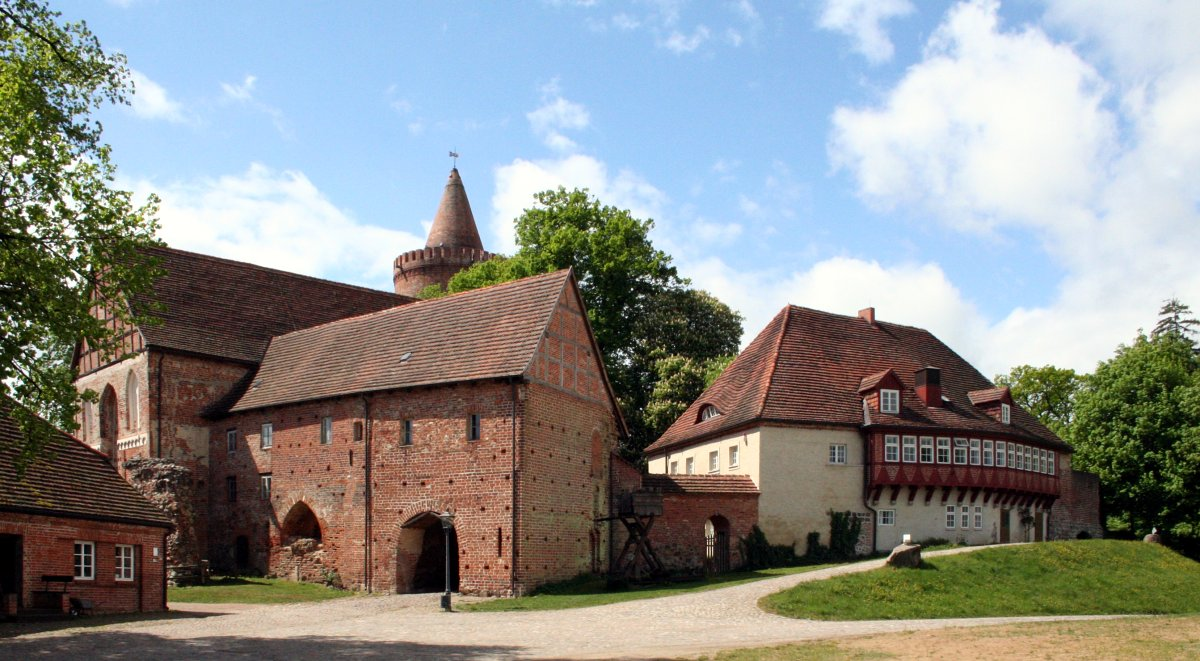
Le château de Stargard.

La partie principale du duché couvrait le territoire de l'ancienne seigneurie de Stargard dans la partie orientale du Mecklembourg, à la frontière avec la marche de Brandebourg et le duché de Poméranie. En outre, plus à l'ouest, le territoire comprenait la ville de Sternberg et les domaines autour de Lübz.
Le duché porta le nom du château médiéval de Stargard (Burg Stargard) au sud-est de la ville de Neubrandenbourg. 

## Histoire
La place forte appelée Stargart (de la langue polabe, stary et gard signifiant « vieux » et « château ») est mentionnée pour la première fois dans un document datant de 1170. La seigneurie de Stargard appartenait depuis le XIIe siècle aux domaines des ducs de Poméranie ; selon un traité signé à Kremmen le 20 juin 1236, elle échoit aux margraves de Brandebourg. Le 12 août 1292, Béatrice, fille du margrave Albert III, épousa le prince Henri II de Mecklembourg. Elle porta en dot la seigneurie de Stargard que son père, sans héritier mâle, vendait à son gendre. 

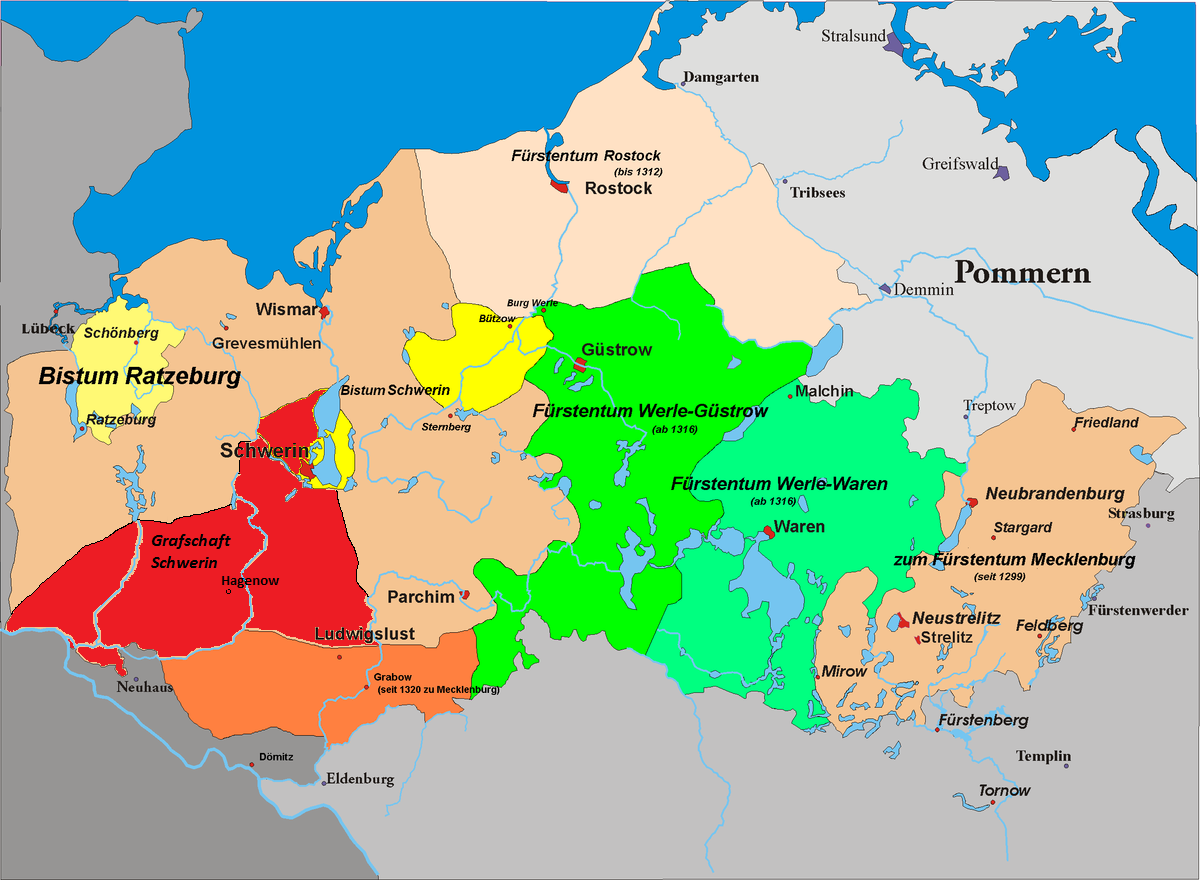
Les principautés du Mecklembourg vers l'an 1300, la seigneurie de Stargard au sud-est.

La mort d'Albert III en 1300 déclenche une guerre de succession entre ses héritiers . Après plusieurs années des hostilités armées, Henri a assuré la succession de Stargard pour la maison de Mecklembourg par un accord de paix conclu avec le margrave Valdemar de Brandebourg le 25 novembre 1317 à Templin.
Henri II de Mecklembourg est décédé le 21 janvier 1329 à Sternberg. Ses fils Albert II et Jean Ier héritent de lui et régnèrent conjointement sur le Mecklembourg ; tous deux furent attribués le titre de « duc » (Herzog) et de prince du Saint-Empire par le roi Charles IV le 8 juillet 1348 à Prague. Ensuite, le 25 novembre 1352, les deux frères s'accordèrent sur une division de l'héritage. Désormais Jean régnait en sa qualité de duc de Mecklembourg-Stargard. Il apporte son soutien aux efforts de son neveu Albert III pour monter sur le trône du royaume de Suède.
Du mariage de Jean de Mecklembourg-Stargard avec Agnès de Lindow-Ruppin, veuve de Nicolas IV de Werle, sont sortis six enfants. En 1408, les deux fils aînés, Jean II et Ulrich, divisèrent de nouveau le territoire : Jean II reçut les domaines de Sternberg, Friedland, Fürstenberg et Lychen ; Ulrich reçut les seigneuries de Neubrandenbourg, Stargard, Strelitz et Wesenberg. En 1436, après le décès du dernier souverain Guillaume, la principauté de Werle fut réunifiée à la maison de Mecklembourg. Ä la mort du duc Jean III, fils de Jean II, Mecklembourg-Stargard fut réunifié sous son cousin Henri, fils d'Ulrich Ier. 
Après le décès d'Ulrich II de Mecklembourg-Stargard le 13 juillet 1471, le duché de Mecklembourg-Stargard revint aux ducs de Mecklembourg-Schwerin. Au cours de la troisième succession de la maison de Mecklembourg en 1701, la seigneurie de Stargard devint le cœur du duché de Mecklembourg-Strelitz.

## Ducs de Mecklembourg-Stargard
- 1329-1392 : Jean Ier (Jean IV de Mecklembourg)
- 1392-1416 : Jean II (Jean V de Mecklembourg), seigneur de Sternberg, Friedland, Fürstenberg et Lychen à partir de 1408
  - 1392-1417 : Ulrich Ier, seigneur de Neubrandenbourg, Stargard, Strelitz et Wesenberg
  - 1392 -1397 : Albert Ier
- 1416-1438 : Jean III, fils de Jean II
  - 1417-1423 : Albert II, fils d'Ulrich Ier
  - 1417-1466 : Henri, fils d'Ulrich Ier
- 1466-1471 : Ulrich II.